# Сопоте (Подчетртек)
Сопоте (словен. Sopote) је некадашње насеље у општини Подчетртек, Савињска регија, Словенија.

## Историја
До територијалне реорганизације у Словенији били су у саставу старе општине Шмарје при Јелшах. Године 1995. насеље је укинуто и спојено са насељем Слаке у ново насеље Олимје.

## Становништво
| Број становника према пописима |
| ------------------------------ |
| 1991                           |
| 198                            |

Напомена: Године 1995. укинут и спојен са насељем Слаке у ново самостално насеље Олимје.